# Ian Marshall (Fußballspieler)
Ian Paul Marshall (* 20. März 1966 in Liverpool) ist ein ehemaliger englischer Fußballspieler. Zu Beginn als Innenverteidiger und später mehr als Stürmer eingesetzt blieb ihm zunächst der Durchbruch bei seinem Heimatklub FC Everton verwehrt. Später hatte er vor allem bei Oldham Athletic und Leicester City erfolgreiche Zeiten und gewann mit dem zuletzt genannten Klub im Jahr 2000 den Ligapokal.

## Sportlicher Werdegang

### FC Everton (1984–1988)
Im April 1980 schloss sich Marshall als Schüler der Nachwuchsabteilung des FC Everton an. Er verließ im Juli 1982 die Schule und wurde daraufhin mit einem Ausbildungsvertrag bei den „Toffees“ ausgestattet, bevor er im März 1984 seinen ersten Profivertrag unterzeichnete. Sein Ligadebüt erfolgte am 20. August 1985, als er den verletzten Derek Mountfield in der Innenverteidigung vertrat. Auf seinen sportlichen Durchbruch wartete er jedoch in den folgenden Jahren vergeblich, was vor allem daran lag, dass Kevin Ratcliffe und ab 1986 Dave Watson die Positionen in der Abwehrmitte belegten. Dadurch kam er in der Meistersaison 1986/87 gegen Coventry City (1:1) und die Queens Park Rangers (0:0) nur zu zwei Einwechslungen, was für den offiziellen Erhalt einer Medaille nicht ausreichte – gegen Coventry hatte er dessen ungeachtet seinen ersten Treffer in der höchsten englischen Spielklasse erzielt. Aufgrund seiner limitierten sportlichen Perspektive ließ ihn Everton dann im März 1987 dauerhaft zum Zweitligisten Oldham Athletic ziehen, nachdem er zwei Wochen zuvor dorthin ausgeliehen worden war.

### Oldham Athletic (1988–1993)
In Oldham sollte Marshall primär den zu Norwich City abgewanderten Andy Linighan vertreten und schnell entwickelte sich der Neuling zu einer Konstante im Abwehrzentrum der „Latics“. Darüber hinaus vertrat Marshall aber zunehmend offensiv seinen Standpunkt gegenüber Trainer Joe Royle, dass in ihm ein Mittelstürmer stecke und als er seinen Stammplatz in der Abwehr an Earl Barrett verlor, positionierte ihn Royle besonders während der beiden heimischen Pokalrunden in der Saison 1989/90 im Sturm. Mit guter Schusshärte und Kopfballstärke ausgestattet erzielte er im ersten FA-Cup-Halbfinale gegen Manchester United (3:3 n. V.) ein Tor, verletzte sich danach aber und verpasste einen möglichen Einsatz im Ligapokalendspiel gegen Nottingham Forest (0:1).
Mit einem Hattrick zum 3:2-Erfolg gegen die Wolverhampton Wanderers – darunter zwei in den letzten fünf Minuten – meldete er sich am ersten Spieltag der Saison 1990/91 zurück, wonach Marshall dauerhaft als Mittelstürmer agierte und am Ende trotz weiterer Verletzungssorgen insgesamt 17 Tore in 26 Ligaspielen schoss. Damit trug er wesentlich zum Gewinn der Zweitligameisterschaft und Aufstieg in die englische Eliteklasse bei und auch dort bewies er mit sechs Toren in den ersten acht Begegnungen seine Qualitäten. Die Treffsicherheit ließ anschließend merklich nach und im Abschluss an eine enttäuschende 2:4-Pokalniederlage gegen Leyton Orient verschob ihn Royle wieder in die Abwehr und besiegelte diese Entscheidung nach Barretts Wechsel zu Aston Villa als dauerhaft. Mit seinem Weitschusstor zum 4:3-Sieg gegen Notts County erzielte Marshall dazu einen der wichtigsten Treffer auf dem Weg zum Klassenverbleib in der Saison 1991/92. Nach einem weiteren Jahr in Oldham, der Debütsaison in der Premier League, und einem erneut knappen Klassenerhalt wechselte er im August 1993 für eine Ablösesumme von 750.000 Pfund innerhalb der Premier League zu Ipswich Town.

### Ipswich Town (1993–1996)
Mit drei Toren in den ersten drei Ligaspielen der Saison 1993/94 verhalf Marshall seinem neuen Klub zu einem kurzfristigen Sprung auf den zweiten Platz und am Ende war er mit zehn Treffern bester Torjäger von Ipswich Town, das am letzten Spieltag mit einem 0:0 gegen die Blackburn Rovers den Abstieg verhinderte. In der folgenden Spielzeit 1994/95 hatte er mit einer Reihe von Verletzungen zu kämpfen. Dazu zählten eine Kopfverletzung früh in der Saison und danach eine Blessur an der Hüfte während einer Trainingseinheit. Nach seiner Rückkehr brach er sich im November 1994 gegen Newcastle United den Ellenbogen und der Bruch heilte erst Februar 1995 aus. Am Ende verabschiedete er sich mit Ipswich Town als Tabellenletzter aus der Premier League.
Gemeinsam mit Sturmpartner Alex Mathie ging Marshall in der Zweitligasaison 1995/96 mit 19 Ligatreffern – obwohl gelegentlich in der Abwehr aushelfend – wieder erfolgreich auf Torejagd und nur zwei Wochen nach den ersten Partien in der Spielzeit 1996/97 kehrte er mit seinem Wechsel zu Leicester City in die Premier League zurück. Mitentscheidend für den Transfer war dabei gewesen, dass Ipswich finanziell etwas unter Druck geraten war und die Ablösesumme von rund 700.000 Pfund für Marshall gut gebrauchen konnte.

### Leicester City (1996–2000)
Bei den „Foxes“ führte sich Marshall gut ein. Bei seinem vierten Einsatz wurde er bei Tottenham Hotspur beim Stand von 1:1 für Steve Claridge eingewechselt und kurz vor Spielende köpfte er nach einem Eckball zum Siegtreffer ein. Weiteres Highlight im ersten Jahr für Leicester war sein Hattrick innerhalb der ersten halben Stunde zum 4:2-Sieg gegen Derby County am 22. Februar 1997. Zum Ligapokalerfolg 1997 von Leicester City konnte er hingegen keinen Beitrag leisten, da er in dem Wettbewerb bereits für Ipswich Town früh in der Saison gespielt hatte und somit für andere Vereine gesperrt („cup-tied“) war. Durch den Pokalgewinn qualifizierte sich Leicester zum ersten Mal nach 36 Jahren wieder für einen europäischen Pokalwettbewerb und Marshall schoss in der ersten Hauptrunde des UEFA-Pokals gegen Atlético Madrid den 1:0-Führungstreffer in Madrid, der aber aufgrund der 1:4-Niederlage nach der Addition von Hin- und Rückspiel nicht ausreichte. Trotz weiterer Verletzungsanfälligkeit blieb Marshall auch fortan besonders bei Standardsituationen ein Schlüsselspieler und sein Team war nur vier Punkte entfernt von einer weiteren Qualifikation für den Europapokal.
Eine Oberschenkelverletzung verhinderte in der anschließenden Saison 1998/99 einen Einsatz vor Ende Dezember 1998 und auch danach schien er in Bezug auf seine Fitness mit Defiziten zu kämpfen. Später wurde er im 1999er Endspiel des Ligapokals gegen Tottenham Hotspur (0:1) für Emile Heskey in der 74. Minute eingewechselt und hätte mit einer Kopfballvorlage fast für ein Tor von Tony Cottee gesorgt. Kurz darauf erfüllte er sich einen alten Kindheitstraum, als er in der Schlussphase den 1:0-Siegtreffer in Anfield gegen den FC Liverpool erzielte – der Klub, dem er trotz seiner Everton-Vergangenheit in jungen Jahren angehangen hatte. In seinem letzten Jahr für Leicester legte „Marshy“, wie er von Mannschaftskameraden genannt wurde, mit zwei Toren im Ligapokalviertelfinale gegen den FC Fulham den Grundstein dafür, dass sein Klub ein weiteres Mal ins Endspiel einzog und dort den Außenseiter Tranmere Rovers mit 2:1 besiegte. Dabei hatte er sich für das Finale rechtzeitig von einer Verletzung erholt und in der Schlussphase für Cottee eingewechselt worden. Kurze Zeit später erteilte ihm Trainer Martin O’Neill die Freigabe für einen Wechsel und im August 2000 heuerte Marshall beim Zweitligisten Bolton Wanderers an.

### Bolton & Blackpool (2000–2002)
Der von Trainer Sam Allardyce zunächst nur auf wöchentlicher Basis ausgelegte Vertrag wurde schnell in einen Jahreskontrakt umgewandelt und obwohl Marshall zumeist über die Ersatzbank zum Einsatz kam, war er mit 13 Ligaauftritten in der Startelf und sechs Toren ein wichtiger Bestandteil des Teams. Nach dem Aufstieg in die Premier League bot man ihm die Vertragsverlängerung um ein weiteres Jahr an. In der ersten Liga kam er anschließend nur noch zweimal zum Zuge und im Oktober 2001 liehen ihn die „Trotters“ an den Drittligisten FC Blackpool aus. Im Januar 2002 wechselte er auf fester Vertragsbasis nach Blackpool und verstärkte dort fortan die Abwehr. Er führte die Mannschaft als Kapitän während des Endspiels in der Football League Trophy zu einem 4:1-Sieg gegen Cambridge United, bevor ihn eine Verletzung zur Beendigung seiner aktiven Karriere veranlasste.
Im Jahr 2005 zog er nach Kanada und betreibt dort eine Fußballschule.

## Titel/Auszeichnungen
- Englischer Ligapokal (1): 2000
- Football League Trophy (1): 2002